# 古喙鸟属
古喙鸟是中国发现的一属已灭绝真鸟类古生物，唯一种匙吻古喙鸟（Archaeorhynchus spathula）最初发现于辽宁省热河生物群早白垩纪义县组地层中。古喙鸟是已知最早的有喙的鸟翼类鸟类之一，也是最基础的真鸟类鸟类之一。这些化石保存了与颈部、头部和尾部区域相关的羽毛。化石还显示了上下颚尖端的凹槽和开口（孔），这表明它支撑着角质喙。其他特征表明，古喙鸟具有类似于一些现代鸟类的强大飞行能力。也有人以其胃中保存的胃石认为其食性是。